# Intercomunicador

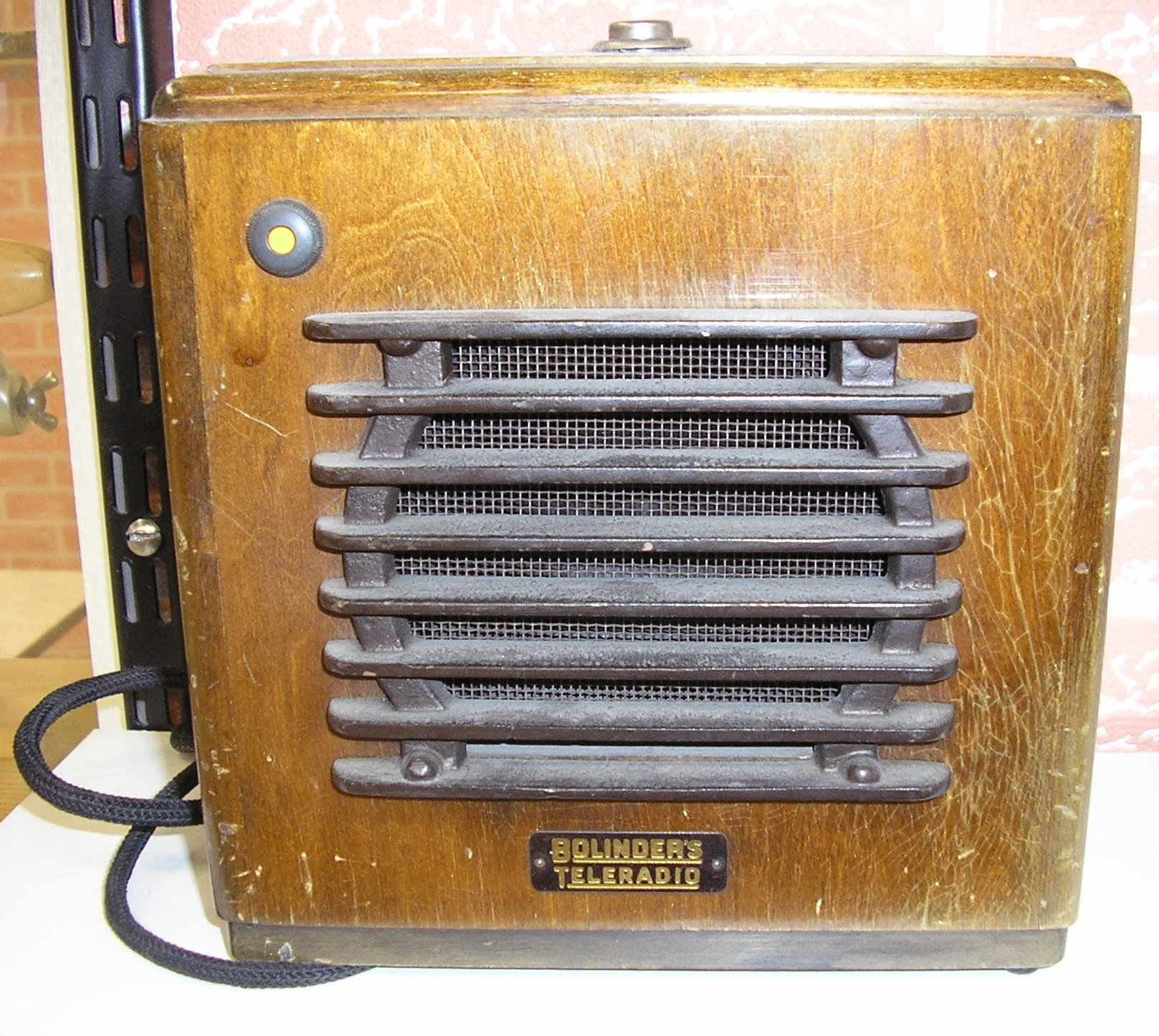
Terminal esclavo Bolinder's_teleradio (1950)

Un intercomunicador es un dispositivo de intercomunicación. Puede definirse como un sistema independiente de comunicación electrónica destinado a un diálogo limitado o privado. Los intercomunicadores pueden ser portátiles aunque están generalmente instalados permanentemente en negocios, edificios y hogares. Pueden incorporar conexiones con walkie talkies, buscas, teléfonos, celulares u otros sistemas de intercomunicación telefónica o de datos, además pueden activar aparatos electrónicos o electromecánicos, tales como luces de señalización y cerraduras.
Los intercomunicadores no deben confundirse con los «porteros/sistemas de ingreso», donde la intercomunicación es una opción del sistema.

## Sistemas de Intercomunicación permanentes y portátiles

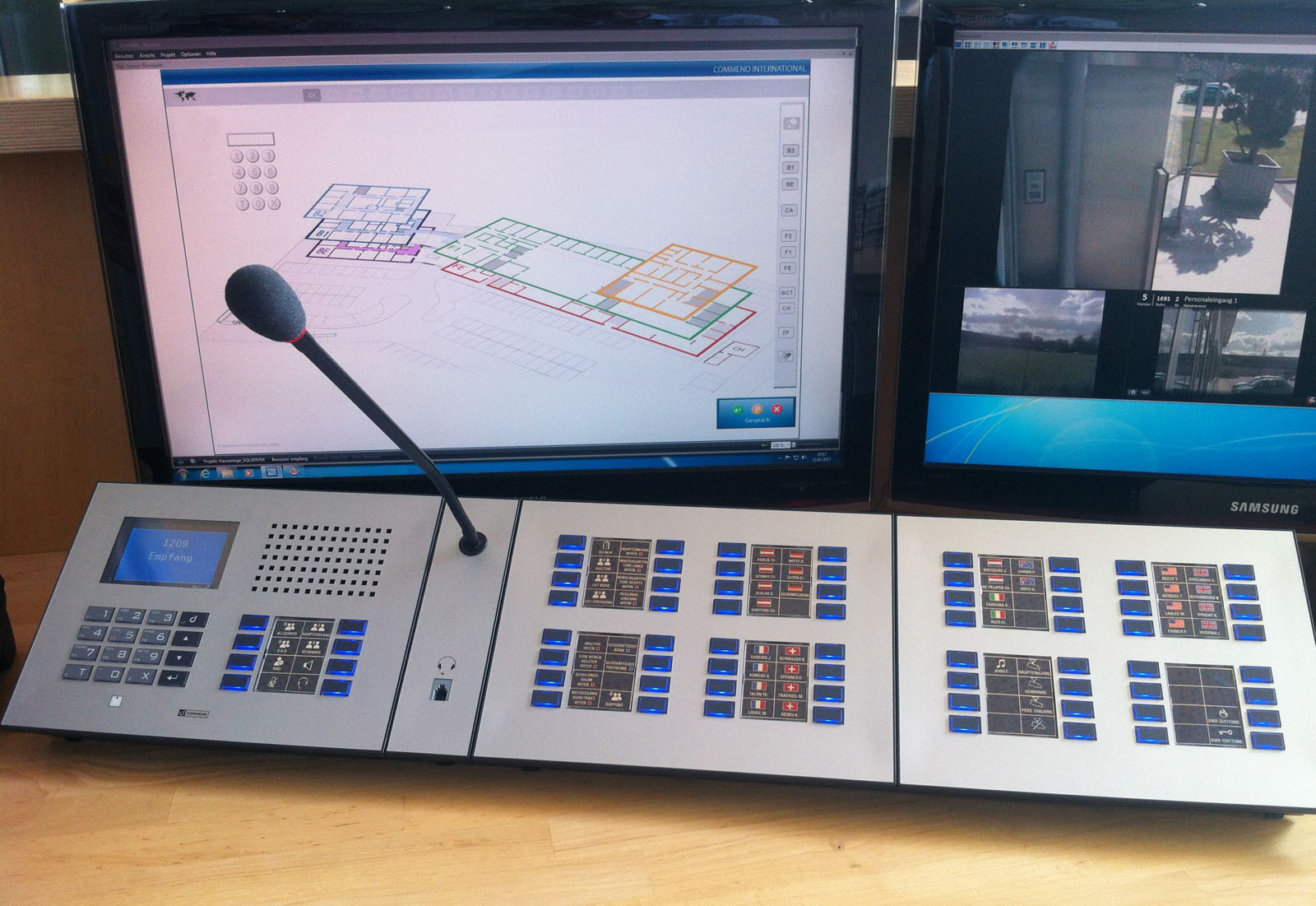
Current Intercom Control Desk

Los sistemas tradicionales de intercomunicación se componen enteramente de componentes analógicos, pero muchas nuevas funciones se logran gracias a nuevas interfaces basadas en conexiones digitales. Las señales de vídeo pueden ser entrelazadas con las señales de audio, las estaciones de intercomunicación digital pueden ser conectadas a través de cables de categoría 5 y pueden incluso utilizar las redes existentes de datos como medio de interconectar sus partes a distancia.
Muchas escuelas y edificios de oficinas utilizan actualmente los sistemas de audio/vídeo para identificar a los usuarios que intentan acceder a un edificio cerrado y se puede interconectar al sistema de control de acceso.
Los sistemas de intercomunicación se pueden encontrar en muchos tipos de vehículos, incluidos los trenes, embarcaciones, aeronaves y vehículos de combate blindados.
Los sistemas portátiles son comúnmente utilizados por los equipos de producción de eventos y equipos deportivos profesionales, centros de artes escénicas tales como teatros y salas de conciertos tienen a menudo una combinación de elementos de intercomunicación instaladas de manera fija y portátil. En la competición de automovilismo, en las pistas, suelen tener estaciones de intercomunicación portátiles y permanentes montados en puntos críticos, esto para ser usado por funcionarios, técnicos y médicos en caso de una emergencia. Estos sistemas estas compuestos por dos tipos, analógicos y digitales.

## Términos básicos de un intercomunicador

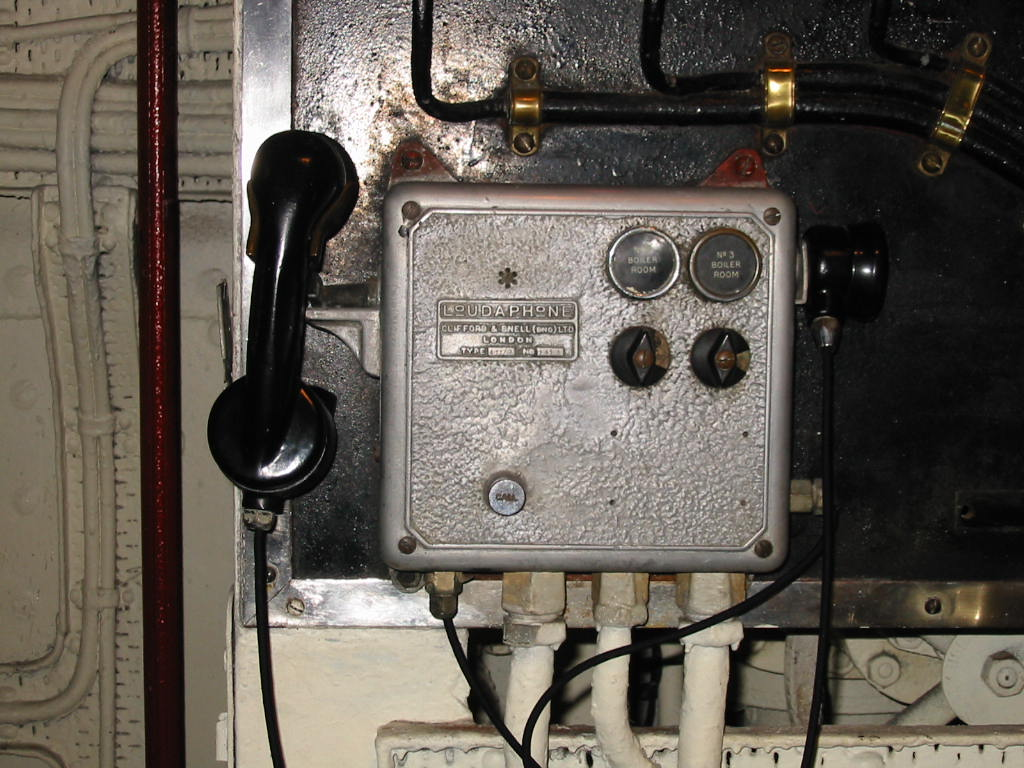
Loudaphone intercomunicador a bordo del RMS Queen Mary (1950)

- Estación Base - Estas son unidades que pueden controlar el sistema, es decir, iniciar una llamada con cualquiera de las estaciones y hacer anuncios sobre el sistema en su conjunto.
- Sub-Estación - Las unidades que sólo son capaces de iniciar una llamada con una estación principal, pero no capaz de iniciar llamadas con cualquier otra estación (a veces llamadas unidades esclavas).
- Portero - Son subestaciones, pero estas unidades sólo son capaces de iniciar una llamada a una estación base. Suelen ser resistente a la intemperie.
- Estación de Intercomunicación - unidad remota con todas las funciones. es capaz de iniciar y recibir llamadas, conversaciones individuales y con señalización. Puede ser montado en rack, en pared o pueden ser portátiles.
- Estación montada en la Pared - Estación de posición fija de intercomunicación con altavoz incorporado. Puede tener un kit para manos libres, o auricular (fono).
- Pack de cintura  - dispositivo portátil para el cinturón. Requiere de un kit manos libres o el auricular portátil de cabeza.
- Auricular - conexión telefónica de estilo permanente o portátil para una estación de intercomunicación. Compuesto de un auricular y un micrófono para hablar.
- Auricular Portátil - (headset) Es un dispositivo fijo o inalámbrico que está compuesto por un audífono y un micrófono integrado con un brazo articulado. Se conecta a un pack de cintura.
- Señal de Perifoneo - Consta de una señal audible o visual de alerta en una estación de intercomunicación, lo que indica que alguien en otra estación quiere iniciar una conversación.
- Fuente de Alimentación - Se utiliza para alimentar de energía a todas las unidades. A menudo incorporada en el diseño de la estación base.

## Tipos de conexión
Intercomunicadores cableados-
Si bien cada línea de productos de intercomunicación es diferente, la mayoría de los sistemas de intercomunicación analógicas tienen mucho en común. Señales de voz de aproximadamente uno o dos voltios se llevan a la cima de una línea de tensión de corriente continua de 12 voltios, 30 o 48 que utiliza un par de conductores. indicaciones de señales de luz entre las estaciones se puede lograr mediante el uso de conductores adicionales o se puede llevar en el par de la voz principal a través de las frecuencias de tono enviadas por encima o por debajo del rango de frecuencias del habla. Múltiples canales de conversaciones simultáneas se puede llevar sobre los conductores adicionales dentro de un cable o por frecuencia o multiplexación por división de tiempo en el dominio analógico. Varios canales pueden ser fácilmente transportados por conmutación de paquetes de señales digitales de intercomunicación.
intercomunicadores portátiles se conectan utilizando principalmente común protegido, micrófono cableado de par trenzado con conectores XLR de 3 pines. Construcción e intercomunicadores vehículo están conectados de una manera similar con cables blindados a menudo contienen más de un par trenzado.
intercomunicadores digitales utilizan cable de categoría 5 y transmiten información de ida y vuelta en los paquetes de datos utilizando la arquitectura de protocolo de Internet.

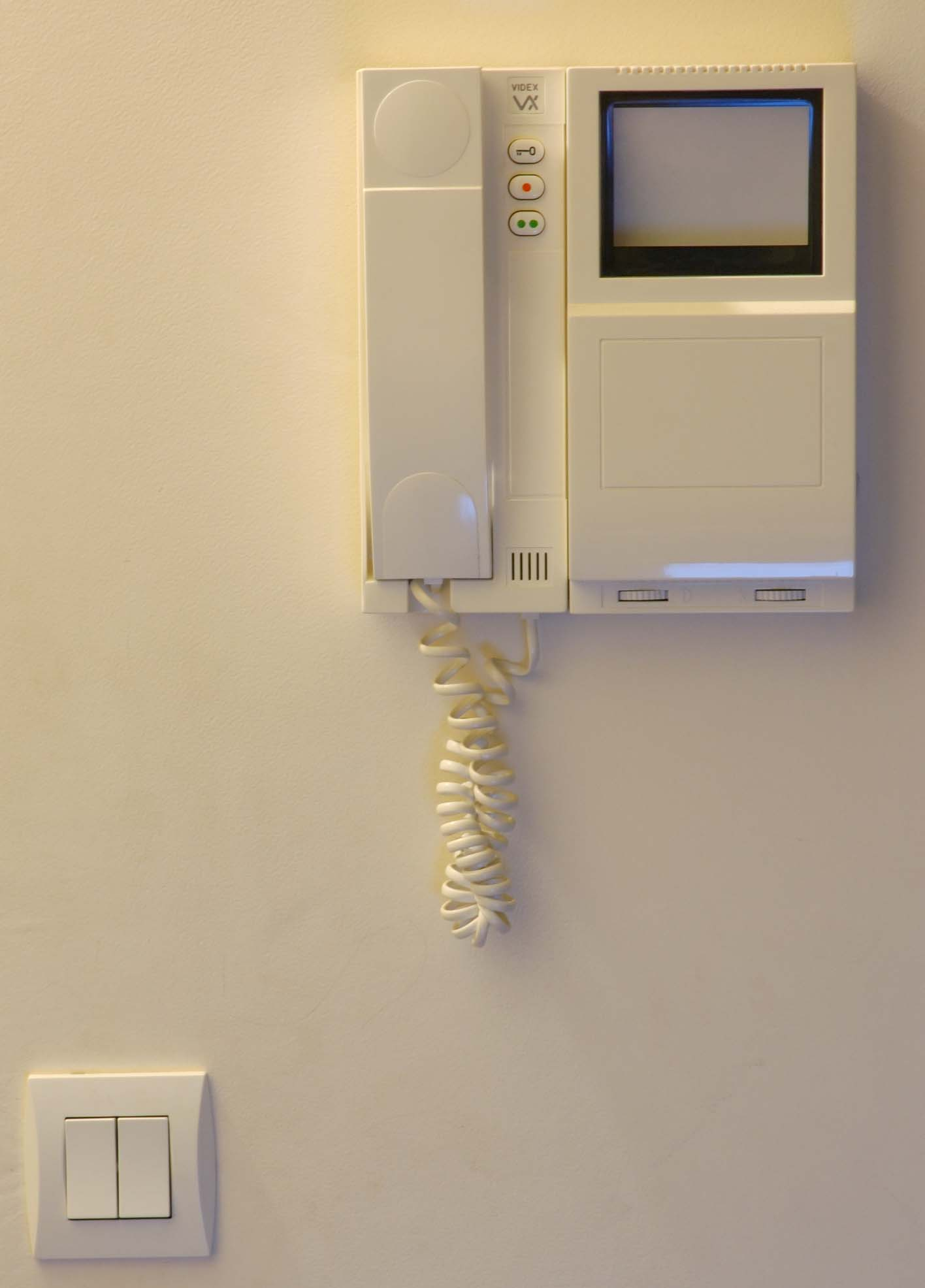
Video Intercom

Intercomunicadores mediante radioemisión a dos hilos-
Son sistemas de intercomunicación utilizados en las estaciones de televisión y unidades móviles, tales como las observadas en los eventos deportivos o de entretenimiento, hay esencialmente dos tipos de intercomunicadores utilizados en el mundo de la televisión:
Sistemas de matriz de dos hilos o de cuatro hilos. Al principio, las estaciones de televisión simplemente construían sus propios sistemas de comunicación con un equipo viejo de telefonía. Sin embargo, hoy en día hay varios fabricantes que ofrecen sistemas exclusivos. Desde finales de 1970 hasta mediados de los años 90 los sistemas de dos hilos fueron los más populares, debido principalmente a la tecnología que estaba disponible en ese momento. La variedad de dos canales utilizaron una impedancia de 32 voltios en la generación de la fuente de alimentación central para impulsar las estaciones externas o paquetes de banda. Este tipo de formato permitió que los dos canales operaran en un cable de micrófono estándar, una característica muy deseada por los organismos de radiodifusión. Estos sistemas son muy robustos y fáciles de diseñar, mantener y operar, pero tenían una capacidad y flexibilidad limitada ya que fueron por lo general cableados. Un usuario típico del sistema no podía elegir con quién hablar, él se comunicaba con la misma persona o grupo de personas hasta que el sistema se re-configure manualmente, para permitir la comunicación con un grupo diferente de personas. Routers de dos hilos o paneles de asignación de fuentes fueron implementados para permitir un rápido re-enrutamiento. Esta reconfiguración se manejó por lo general en una central, debido a que el voltaje era utilizado en el circuito de alimentación de las estaciones de usuarios externos, así como también para comunicarse, por lo que generalmente hacia un pop cuando se cambiaban los canales. Aunque se podría cambiar el canal sobre la marcha, no era por lo general conveniente hacerlo en medio de una producción, ya que el ruido distraería al resto del equipo.
Intercomunicadores mediante radiodifusión a cuatro hilos-
La tecnología de cuatro hilos a mediados de los años 90 comenzó a ganar más importancia debido a que la tecnología cada vez se hacía más barata y el producto más pequeño. La tecnología de Cuatro hilos había estado presente durante un tiempo, pero era muy costosa de implementar, por lo general requería de un gran espacio en el estudio, por lo que sólo se utilizaba en las estaciones muy grandes o cadenas de televisión.

## Intercomunicador telefónico "Central Telefónica"

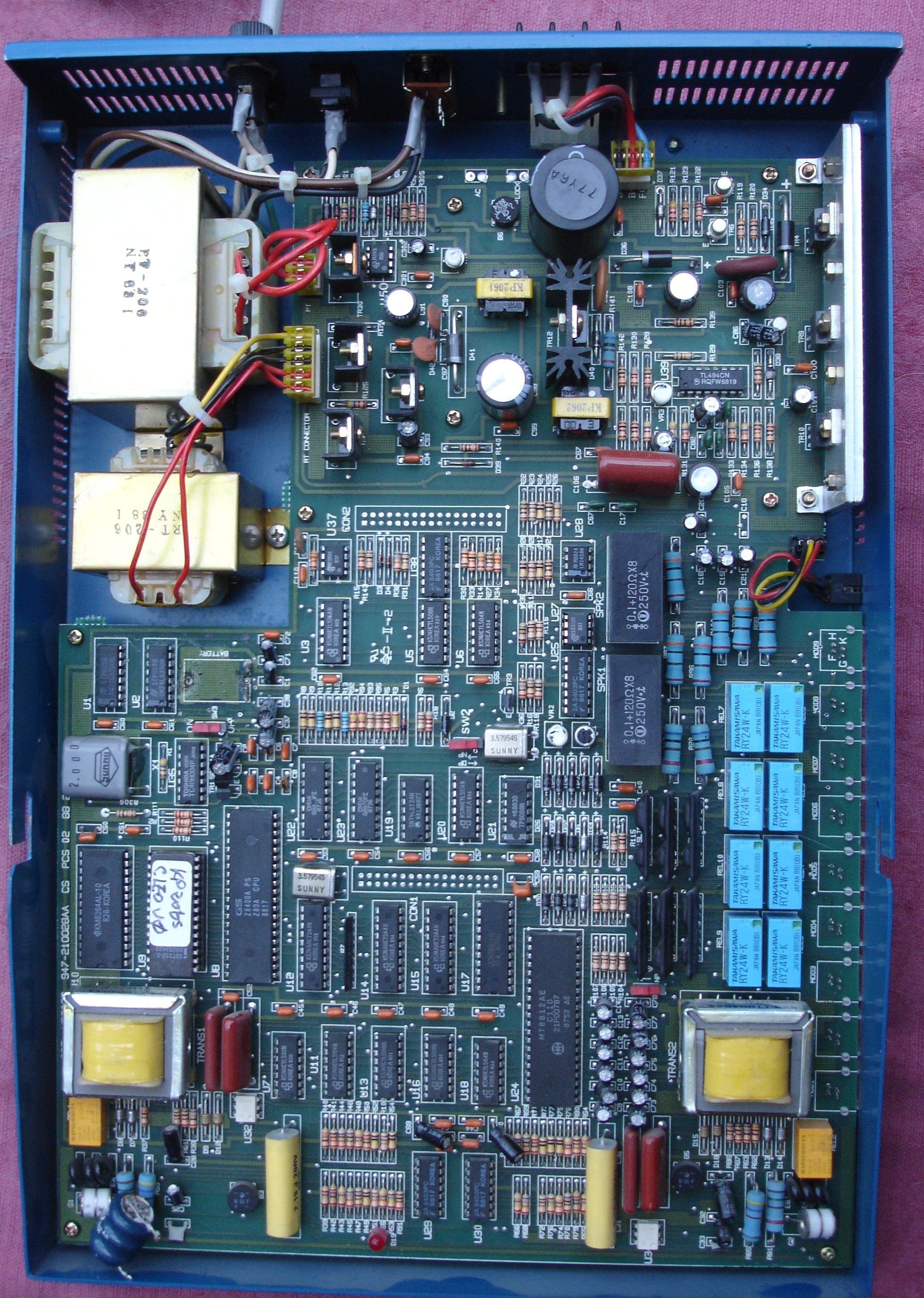
Central Telefónica

Algunos equipos telefónicos fueron influenciados por las funciones y bondades de los intercomunicadores, estos permitían conversaciones entre aparatos de similar marca y modelo, incorporando la flexibilidad del uso de aparatos telefónicos. Algunos ejemplos incluyen modelos de Ericsson, Siemens, Alcatel, AT&T, Panasonic, TMC y más recientemente Skyphone en Latinoamérica.
Un solo dispositivo puede ofrecer la funcionalidad de intercomunicarse con múltiples aparatos telefónicos e incorporar las líneas telefónicas, existen diferentes marcas y modelos. 
El esfuerzo de instalación es mínimo, y no es vulnerable a las interferencias de radio y los problemas de seguridad de los sistemas inalámbricos. La intercomunicación se logra en todos los ambientes con la posibilidad de transferir las llamadas telefónicas al usuario requerido, la llamada múltiple se logra haciendo sonar un timbre distintivo en todos los teléfonos, luego cualquiera al descolgar toma la llamada. Si mientras el usuario se encuentra en una conversación, le entra una segunda llamada, escuchará un tono de aviso en el auricular.
Para intercomunicadores de edificios y condominios, muchos técnicos utilizan centrales telefónicas y un portero especial en la entrada del edificio con un teclado, este teclado es el que permite comunicarse con cualquier apartamento del edificio. Esta aplicación ha tenido buena acogida, ya que los propietarios obtienen comunicación interna, algo que con los intercomunicadores convencionales no tenían.